# Adolf Dobrjan'skyj
Adolf Dobrjan'skyj von Sačurov (in ruteno: Адолф Добряньскый; in ucraino Адольф Іванович Добрянський?, Adol'f Ivanovyč Dobrjans'kyj; Rudlov, 19 dicembre 1817 – Innsbruck, 19 marzo 1901) è stato un patriota, avvocato, politico e scrittore ruteno.
Sostenne il ritorno delle Chiese cattoliche di rito bizantino alla Chiesa ortodossa. Fu autore di una moltitudine di opere di storia sacra, etnografia e sulla situazione religiosa e politica della Rutenia subcarpatica sotto la dominazione austro-ungarica. Guida riconosciuta del movimento nazionale carpato-ruteno, fu organizzatore dell'avvicinamento culturale, linguistico ed etnico fra i ruteni e i russi. 

## Biografia

### Origine e istruzione
Adolf Dobrjan'skyj proveniva da una famiglia di antica nobiltà, che aveva ottenuto, secondo le note autobiografiche di Dobrjan'skyj, dal voivoda ortodosso
Tomov Sova, che dalla Rus' si trasferì in Pannonia nel X secolo al tempo di Géza d'Ungheria. I Dobrjan'skyj probabilmente furono riconosciuti nobili nel 1445 con il conte Kendeš della signoria di Makó, e furono confermati in questa condizione dall'assemblea legislativa di Máramaros nel 1763. Il padre di Adolfo, Ivan Dobrijan'skyj era un presbitero cattolico di rito bizantino, così come lo era stato suo nonno. Fu madre era Šarlota Andreevna, nata Sepešhazi, figlia del sindaco di Levoča.
A Rudlov il padre era sacerdote cattolico di rito bizantino. Entrambi i genitori erano persone istruite; la madre parlava tedesco, ungherese, francese e padroneggiava il latino e ovviamente il russo, l'ucraino e lo slavo ecclesiastico. A leggere e scrivere in russo Adolf imparò in famiglia, il tedesco gli divenne familiare attraverso la nonna di Levoča. Fu in questa città che iniziò a frequentare il ginnasio, portando a termine due anni scolastici nel 1828. A Rožňava frequentò il terzo anno e imparò l'ungherese. Il quarto e il quinto anno li passò a Miskolc, dove si impratichì dei fondamenti del rito bizantino. Infine per il sesto anno tornò a Levoča, poiché il padre era divenuto nel frattempo parroco della vicina Závadka.
Proseguì con l'istruzione superiore a Košice per il corso filosofico, e poi a Eger alla facoltà di giurisprudenza. In questo periodo si formò la sua concezione del mondo e le sue opinioni religiose e socio-politiche. Dal punto di vista religioso si avvicinò agli ortodossi e divenne la guida spirituale dei suoi compagni, ammiratori della slavofilia. Dopo un breve praticantato si iscrisse all'Accademia mineraria e forestale di Banská Štiavnica, dove per quattro anni studiò tecnica mineraria e scienze forestali. Qui fece la conoscenza di galiziani, moscoviti e altri slavi che studiavano a Banská Štiavnica.

### La carriera nella pubblica amministrazione
Nel 1840 Dobrjan'skyj fu nominato praticante a Štiavnické Bane e in due anni divenne funzionario. Dopo quattro anni fu premiato per meriti eccezionali e fu inviato a Vienna: qui sotto la guida dei migliori ingegneri doveva perfezionare le sue conoscenze nei cantieri della ferrovia da Vienna a Gloggnitz. Nel 1847 fu inviato nel Paese Ceco, dove aprì cave di pietre e carbone e fu nominato funzionario a Brandýs. Durante il suo soggiorno nel Paese Ceco conobbe Václav Hanka, Karel Havlíček Borovský, František Palacký, František Ladislav Rieger e molti altri panslavisti.
Nel marzo del 1848 ottenne l'autorizzazione a tornare nel Regno d'Ungheria, ove nel maggio fu presentato al ministro delle finanze Lajos Kossuth e infine partì per la regione mineraria di Banská Štiavnica, dove lo attendeva la moglie Еleonóra Оsipovna, nata Miľvjus con i figli. Gli slovacchi del luogo lo accolsero con entusiasmo. Prese parte alle elezioni per il Parlamento del Regno d'Ungheria, ma l'esito delle elezioni fu annullato e fu eletto deputato Erich Šemberg. Scoppiò la rivoluzione e la vita di Dobrjan'skyj fu minacciata. Si nascose dal padre nella regione di Spiš e dal genero Janicek a Malcov, dove non riuscì a raggiungerlo l'esercito austriaco guidato dal conte Franz von Schlick. Allora si trasferì a Prešov, dove iniziò a raccogliere adesioni per presentare a Francesco Giuseppe I una petizione per unire la Rutenia subcarpatica alla Galizia, il che avrebbe estromesso la dominazione magiara sulla regione. Per il cambiamento della situazione il generale von Schlick dovette arrendersi e all'inizio del 1849 a dare la caccia a Dobrjan'skyj furono gli honvéd rivoluzionari ungheresi; così Dobrjan'skyj dovette riparare in Galizia. Fu a Tylicz, dove nacque suo figlio Miroslav e in seguito si trasferì a Przemyśl.
Più tardi Dobrjan'skyj si stabilì a Leopoli, dove alloggiava presso il palazzo arcieparchiale vicino alla cattedrale di San Giorgio. A Leopoli prese parte attiva al movimento nazionale galiziano-ruteno, conobbe Mychajlo Kuzems'kyj, eparca di Chełm, Маlynovs'kyj, Lotoc'kyj, Velyčkovs'kyj, Petruševyč , Zubryc'kyj e altri. Prese parte ai lavori del Parlamento ruteno e intervenne come deputato alle sue sedute. L'obiettivo del parlamento era sollecitare l'unione della Rutenia subcarpatica al Regno di Galizia e Lodomeria. Viaggiò quindi a Vienna per sottoporre la petizione, incontrò il viceministro degli interni e si rese conto che la richiesta era in contrasto con l'interesse pubblico. 
Il 19 maggio 1849 Dobrjan'skyj fu nominato commissario civile per l'armata russa di Ferenc Zichy, accorsa nell'Austria alleata per combattere contro i rivoluzionari ungheresi. Il 13 giugno si unì alla III armata sotto il comando del generale Fëdor Vasil'evič Ridiger. Partecipò alle battaglie di Vác e Debrecen, prese prigionieri alla resa di Világos e fu presente nel villaggio di Ártánd nei dintorni di Gran Varadino ove una delegazione dell'esercito ungherese inviata al generale Ridiger a nome di tutto l'esercito presentò domanda di annessione dell'Ungheria all'Impero russo. Dobrjan'skyj ricevette onorificenze dal conte Paskevič: l'Ordine di San Vladimiro di IV classe, l'Ordine di Sant'Anna di III classe e anche la medaglia «Per la riconciliazione dell'Ungheria con la Transilvania».
Dopo la repressione della rivoluzione per qualche tempo fu alto commissario nel comitato di Csongrád, ma a causa di una grave malattia dovette dimettersi. Dopo essersi ristabilito partì per Vienna con alcuni patrioti ruteni. La delegazione guidata dall'eparca di Prešov Jozef Gaganec fu ricevuta dall'imperatore Francesco Giuseppe I. Presentò la petizione dell'unione della Rutenia subcarpatica alla Galizia. La richiesta fu respinta, ma poco dopo fu istituito il comitato di Ung e le responsabilità amministrative furono affidate a funzionari ruteni. Lo stesso Dobrjan'skyj ebbe il posto di secondo magistrato del comitato (referente) e reggente della cancelleria di Užhorod. Ciò gli consentì di dedicarsi più vigorosamente alla causa del Risorgimento ruteno. Per sua iniziativa furono scelti impiegati ruteni, negli atti pubblici si usava il russo e nelle strade campeggiavano scritte in russo. Ciò suscitò reazioni negative da parte dei magiari del luogo, che si studiavano invece di assimilare e magiarizzare i ruteni. Dopo cinque mesi per ordine del generale Bordolo, comandante del distretto militare di Košice, Dobrjan'skyj fu inviato nella regione di Šariš come regio commissario per indagare sui crimini commessi dai magistrati e dai funzionari di quel comitato. In diversi comitati fu nominato a incarichi amministrativi: nel 1851 fu segretario di I classe presso il governo ungherese, dopo il 1853 membro del consiglio del comitato di Bihar e infine ebbe analogo incarico a Budapest. Nel disimpegno di questi incarichi fu insignito dal governo nel 1857 con l'Ordine della Corona di Ferro di III classe e il titolo di cavaliere con il diritto di aggiungere al cognome il predicato von Sačurov, che deriva da una località vicina a Rudlov di proprietà della sua famiglia. 
Nel 1859 fu scelto come membro corrispondente dell'Istituto geologico imperial-regio per meriti nella ricerca chimica e geologica sulle sorgenti minerali. Nel 1861 fu incaricato della riforma del carcere di Mukačevo. Nello stesso anno partecipò alle elezioni del Parlamento del Regno d'Ungheria e divenne deputato, ma i magiari si adoperarono per l'annullamento delle elezioni. Le elezioni furono quindi ripetute e dopo la seconda vittoria di Dobrjan'skyj nuovamente annullate. 
Nel 1862 gli fu conferito l'Ordine di Sant'Anna di II classe in occasione dei festeggiamenti del millennio della Russia; nel 1863 fu nominato membro del Reichsrat. Nello stesso anno fu tra i fondatori della Matica slovenská, contribuì al giornale slovacco Slovenské noviny e con Alexander Duchnovič si impegnò a organizzare e fondare la Società di San Giovanni Battista di Prešov; nel 1864 a Užhorod diede vita alla Società di San Basilio Magno per la promozione della letteratura religiosa e didattica.
Nello stesso anno 1864 Dobrjan'skyj per decreto imperiale fu nominato consigliere della cancelleria di corte del Regno d'Ungheria a Vienna, che fino al 1867 fu il supremo organo di governo del Regno d'Ungheria. Finalmente nel 1865 riuscì a diventare deputato al Parlamento del Regno d'Ungheria e vi intervenne fino al 1868 come politico, economista e sostenitore dei principii dell'allargamento delle autonomie locali, della riforma della tassazione e del rispetto delle nazionalità. Nel 1867 abbandonò la carriera nella pubblica amministrazione per dedicarsi interamente alla causa del Risorgimento nazionale ruteno, stabilendosi nelle sue proprietà.

### L'attività culturale e patriottica
Tornato al suo villaggio dedicò il suo tempo all'attività divulgativa, letteraria e organizzativa. Fu a capo della Società di San Basilio Magno, promosse la stampa rutena, galiziana e anche slovacca e grande attenzione prestò anche alle questioni ecclesiastiche. Redasse un programma di sviluppo per la Chiesa greco-cattolica rutena. Nel 1868 fu denunciato insieme con altri due deputati. Per i magiari il suo piano era irricevibile, perché pretendevano l'autonomia di tutta la Chiesa cattolica ungherese e non solo quella della Chiesa greco-cattolica rutena.
Nel sinodo del 1869, a cui intervenne come rappresentante del comitato di Zemplén, sostenne la necessità di eleggere un Consiglio speciale per la Chiesa rutena, ma aveva di fronte una maggioranza magiara, a cui si aggregò anche l'eparca di Mukačevo Stefan Pankovič, che voleva soltanto l'autonomia per la Chiesa cattolica del Regno d'Ungheria. Per protesta Dobrjans'kyj abbandonò il Consiglio e gli inviò una nota, in cui esprimeva il suo disaccordo con le proposte degli altri consiglieri. Lo sostennero molte personalità all'interno della Chiesa rutena e anche di quella rumena, cosicché i propositi del Consiglio speciale non si poterono realizzare.
Dobrjan'skyj però si era fatto nuovi nemici, a cui si aggiunse il nazionalismo ungherese. Nel 1871 i nazionalisti ordirono contro di lui un attentato a Užhorod. Ne fu vittima il figlio Miroslav, che patì gravi ferite. Dobrjan'skyj non poteva più partecipare pubblicamente alle sedute del parlamento né prendere parte alle assemblee rutene, che, private della sua guida, decaddero. Criticò il partito filo-ucraino, che apparve negli anni 1870, per il danno che portava alla causa rutena e criticò anche il partito dell'antica Rus' per inattività. Nel 1875 per qualche mese diverse grandi città dell'Impero russo, Varsavia, Vilnius, San Pietroburgo, Kiev e Mosca, in cui incontrò Konstantin Petrovič Pobedonoscev, Michail Nikiforovič Katkov, Ivan Sergeevič Aksakov, Ivan Petrovič Kornilov, Sergej Michajlovič Solov'ëv e altri; fu accolto anche dallo zarevič Alessandro.
Nell'autunno del 1881 Adolf Dobrjan'skyj su richiesta delle personalità del Risorgimento galiziano-ruteno partì dalla sua proprietà di Čertižné per Leopoli. Qui su mise a capo della battaglia dei ruteni per l'identità nazionale, che fu repressa a tutta forza dai polacchi che controllavano la regione. Abitò presso il genero Julian Herovskyj, che era avvocato e attivista ruteno. Si gettò nella mischia volentieri e fu eletto presidente della Società del Casino ruteno, che organizzava incontri di galiziani. Riuscì a stringere legami fra i patrioti galiziani, compose le differenze fra russofili e ucrainofili, al fine di riunire tutti i ruteni attorno a un'unica causa. 
Frattanto la situazione nell'impero era mutata: l'Austria, che sosteneva le ragioni dei russofili, ora promuoveva l'ucrainizzazione della Galizia. L'attività di Dobrjan'skyj fu considerata non richiesta. Vedevano in lui una minaccia soprattutto i polacchi, il che sfociò in un processo contro la figlia di Dobrjan'skyj Oľga Grabar e altre personalità nell'anno 1882. Dopo il processo, in cui fu giudicato innocente, Dobrjan'skyj dovette trasferirsi a Vienna.
Nella capitale si occupò per tutto il tempo di letteratura. Fra il 1882 e il 1887 diede alle stampe numerosi lavori sulla storia della Galizia e della Rutenia, sulla Rutenia contemporanea, su questioni ecclesiastiche, libri di etnografia e linguistica. Nel 1883 si appellò al papa in difesa di Ivan Hrihorovyč Naumovyč, accusato di scisma nell'ambito del processo contro Oľga Grabar. Nel 1885 il pubblicista russo P. F. Levdik pubblicò a Mosca il suo memoriale  "Sulle questioni religiose e politiche dei Ruteni in Austria-Ungheria", che consisteva nelle risposte alle lettere dei patrioti galiziano-ruteni sul ruolo della stampa rutena in Austria. Dobrjan'skyj dedicò grande attenzione al panslavismo e sviluppò il concett dell'unità della lingua slava. Partecipò alla redazione di giornali come Parlamentár, Velehrad, Slovanský svet e anche di organizzazioni come la Società dei Cechi ortodossi.
Nel 1887, quando il genero Julian Herovskyj si trasferì in Tirolo con la moglie e i figli, andò ad abitare da loro a Innsbruck e vi restò fino alla fine dei suoi giorni. Fu a capo della locale gioventù slava e scrisse ancora opere su temi religiosi e sociali, come pure sulla vita socio-politica ed ecclesiastica della Russia dell'epoca, soprattutto ne "I frutti dell'insegnamento del conte Tol'stoj" e in "Fede e ragione".

### Opinioni e conclusione
Il giornale slovacco Sokol nel 1862 scrisse di Adolf Dobrjan'skyj: «È questi un uomo di spaventosa energia e di complessa erudizione. Lavorò molto all'estensione delle ferrovie. Le regioni in cui visse sono diventati paesi ricchi e prosperi. Per il suo lavoro l'imperatore gli conferì il titolo di cavaliere. Lavorò fra i magiari e raggiunse i più alti successi nel suo lavoro, mediante cui dimostrò le virtù dei popoli non-magiari. Lavorò anche fra gli slovacchi e questi ebbero per Dobrjan'skyj solo parole di altissimo riconoscimento e gratitudine».
Lo scrittore slovacco Viliam Pauliny-Tóth scrisse di lui: «Per quanto concerne il carattere, è un'anima buona, onorevole, slava, è un cristiano verace, che fedelmente osserva tutti i precetti della sua Chiesa greco-cattolica. È uno spirito impavido, svelto e allegro, lavora volentieri e instancabilmente, non teme le difficoltà e i pericoli.... In casa sua regnano l'amore e la pace, là nel seno della sua famiglia è il più felice e il più benedetto... Proteggilo, Dio, che possa realizzare i desideri e i voti della sua vita».
Dobrjan'skyj parlava fluentemente nove lingue: ungherese, tedesco, inglese, francese, greco, latino, italiano, slovacco e russo. I suoi articoli furono pubblicati a Mosca, Parigi, Budapest, Vienna e altrove. Fu magnifico oratore e profondo credente in Dio. Insegnò alla gente a coltivare i campi, a piantare e a innestare gli alberi e l'apicoltura. Si preoccupò dell'istruzione scolastica dei figli dei contadini. Nel testamento comandò che la sua proprietà di Čertižné fosse divisa in parti uguali tra gli abitanti del villaggio.
Nella prima metà del XX secolo a Dobrjan'skyj fu imputata la russofilia, l'austrofilia e la circostanza che si schierò con la monarchia asburgica contro la rivoluzione ungherese. Gli slavi cercavano con la russofilia una protezione dalla Russia e da quest'illusione si allontanarono molto lentamente. Tra i cechi fu russofilo anche Tomáš Garrigue Masaryk. Si disilluse anche Dobrjan'skyj. Dopo il processo di Leopoli non partì per Mosca, dove aveva la figlia Oľga Grabar, ma verso occidente fino a Innsbruck, dove viveva l'altra figlia Alexis Herovska. Andò nella direzione che lo allontanò da Mosca. Più tardi i russofili sfruttarono la sua persona per imbrigliare la formazione identità nazionale rutena. Non ricevendo aiuto dalla Russia, Dobrjan'skyj tentò di rivolgersi all'Austria. Concepì, come avevano fatto i Cechi, l'unità sotto l'Austria degli slavi, compresi i galiziani, gli slavi della Bucovina e i ruteni. Il patriota slovacco Ľudovít Štúr definì quest'austrofilia: "Passare nel campo dell'imperatore è un'autodifesa obbligata". Quindi, in questo periodo, l'austrofilia non poteva essere dettata da tendenze reazionarie.
Adolf Dobrjan'skyj morì il 19 marzo 1901 a Innsbruck, dopo una lunga malattia. Fu sepolto a Čertižné il 26 marzo con un lungo corteo funebre; le esequie furono celebrate con gran pompa da 12 sacerdoti. Adolf Dobrjan'skyj fu a capo di una grande famiglia, praticamente tutti i suoi figlie e nipoti erano personalità importanti del Risorgimento ruteno. La figlia maggiore Oľga sposò il politico Emanuel Ivanovič Grabar e diede alla luce due figli – l'artista e critico Igor' e l'avvocato Vladimír. La figlia Olena sposò il linguista Anton Semënovyč Budylovyč; da quest matrimonio nacque Boris, filologo, e Lídia, che fu moglie del politico ruteno Julian Mychajlovyč Herovsky; fra i loro figli si distinsero come attivisti ruteni il filologo Georgij e il politico Oleksej. Anche le figlie Irina, sposa di P. J. Homičko, e Vira, consorte di I. P. Prodan, si unirono in matrimonio con esponenti del Risorgimento ruteno. Ebbe come figli anche Volodymyr, Miroslav e Borys. 

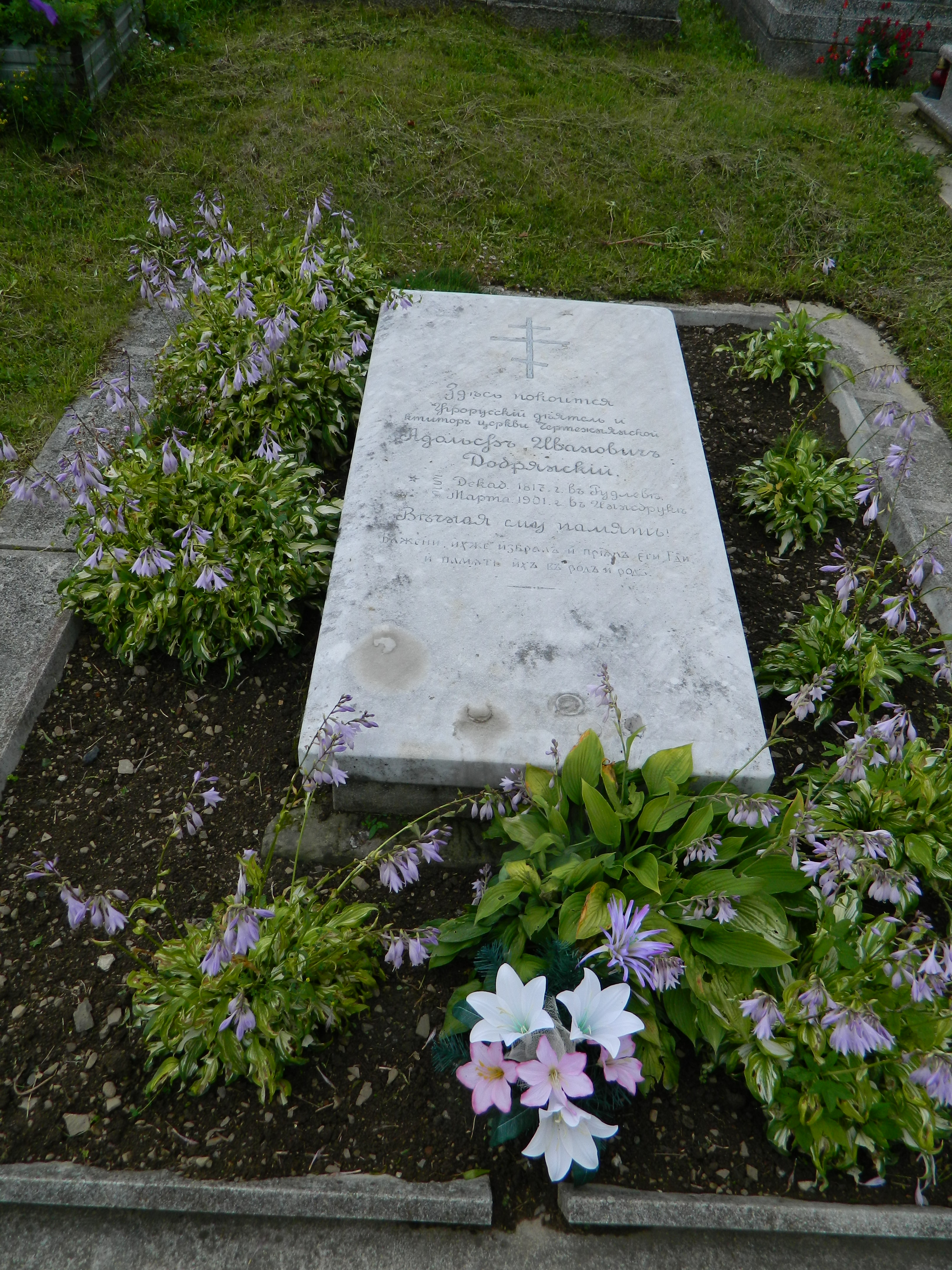
La tomba di Adolf Dobrjan'skyj a Čertižné

## Opere principali
- Проектъ политической программы для Руси австрійской ("Progetto di un programma politico per la Rutenia austriaca") (1871) – dimostra la necessità dell'autonomia per tutta la Rutenia austriaca e la sua costituzione con soggetto federale dell'Impero austriaco. L'unità culturale nazionale del popolo ruteno non poteva essere minacciata dall'attività separatista degli ucrainofili, con cui, secondo l'opinione dell'autore, per l'impossibilità della risurrezione dell'Ucraina nella monarchia asburgica, occorreva collaborare solidalmente con tutta la propria intelligenza."[3]
- Патріотическій письма ("Lettere patriottiche") – in una serie di pubblicazioni sul giornale galiziano-ruteno "Slovo" Dobrjan'skyj delinea criticamente il fenomeno dell'ucrainofilia. L'ucrainofilia rutena è descritta non come un movimento nazionale, ma sociale, generato dal malcontento dei cosacchi ruteni nei confronti di una condizione di asservimento. Con il cessare dell'asservimento secondo l'autore la causa ucrainofila avrebbe perso la sua ragion d'essere e si sarebbe rinnovata l'unità del popolo ruteno. Le ricostruzioni storiche, linguistiche e soprattutto politiche degli "ucrainomani" sono bollate da Dobrjan'skyj come assurde e dannose.
- О западныхъ границахъ Подкарпатской Руси, со временъ св. Владиміра ("I confini occidentali della Rutenia subcarpatica dai tempi di san Vladimiro") (1880) – in cui Dobrjan'skyj sostiene con dimostrazioni nella cronaca originaria e con dati etnografici che l'antica Rus' si estendeva fino a Cracovia, che fu costruita dagli antichi abitanti della Rus'. Sebbene rimanesse greco-cattolico, fu seguace della politica del ritorno degli uniati alla Chiesa ortodossa. Nell'ambito di questa strategia sostenne l'autonomia della Chiesa greco-cattolica rutena dagli organi delle diocesi dell'Ungheria e difesa la lingua slava ecclesiastica e la tradizione cristiana orientale. A queste tematiche Dobrjan'skyj dedicò gli scritti Отвѣтъ Угро-русскаго духовенства Пряшевской епархіи своему епнспкору ("Risposta del clero ruteno dell'eparchia di Prešov al suo eparca") (1881) e Аппелляція нъ папѣ отъ имени угро-русскаго духовенства Пряшевской епархіи по вопросу о ношеніи уніатскими священниками бороды ("Appello al Papa in nome del clero ruteno dell'eparchia di Prešov sulla questione di portare la barba per i presbiteri uniati") (1881).
- Аппелляція И. Г. Наумовича Appello per I. G. Naumovyč (1883) – tentativo di proteggere dalla scomunica dalla Chiesa cattolica il padre Ivan Naumovyč, accusato di scisma. Contrappone il declino della Chiesa greco-cattolica rutena, le cui causa vede nella romanizzazione, al prospero stato della Chiesa ortodossa.
- О современномъ рѳлигіознополитическомъ положеніи австроугорской Руси Sulla posizione attuale religiosa e politica dei Ruteni (1885) – In quest'opera Dobrjan'skyj scrive direttamente ai suoi connazionali di non aspettarsi alcun aiuto da Roma. Sostiene, che seguitando la politica di latinizzazione il ritorno dei ruteni alla Chiesa ortodossa sarà inevitabile ed esorta apertamente a questa mossa. Il libro fu proibito in Austria.[4]
- Наименованіе австроугорскихъ русскихъ La denominazione dei Ruteni (1885) – In quest'opera Dobrjan'skyj su basi linguistiche, filologiche e storiche analizza i vari vocaboli usati per definire i ruteni. Quest'opera polemica si erge contro la propaganda ufficiale austro–ucraina, che sosteneva che i ruteni e i russi fossero nazioni distinte. Dobrjan'skyj dimostra l'insufficienza delle prove per questa convinzione e dichiara di nuovo l'unità etnica, linguistica e culturale fra russi e ruteni.
- Въ день праздника св. великомученика Димитрія Nel giorno della festa del santo megalomartire Demetrio (1886) – Dobrjan'skyj è anche autore di questo importante manifesto ecclesiastico e politico, in cui sostiene che san Metodio fosse arcivescovo di una chiesa slava autocefala, ma dopo la sua morte il clero tedesco e l'autorità della Grande Moravia che lo sosteneva si fossero rifiutati di nominare un successore di Metodio, che avrebbe dovuto essere Ahapon Zdatný. La chiesa ungherese fino al XII secolo sarebbe stata ortodossa, l'unione con Roma sarebbe avvenuta solo alla fine del XII secolo sotto il re Béla III. Ciò significa che la Chiesa ortodossa sarebbe originaria per tutti gli Slavi, per tutto l'Oriente e fino all'Europa centrale e il cattolicesimo sarebbe stato importato dalla dominazione tedesca. Dobrjan'skyj auspica la nascita di una federazione slava con la successiva unione degli Stati slavi alla Russia su base federale.

### Opere teologiche
Dobrjan'skyj fu corrispondente degli slavofili russi e anche di persone come il procuratore generale Konstantin Petrovič Pobedonoscev. Su loro richiesta si interessò alla costruzione contro i liberali russi che guardavamo all'Occidente e sostenevano una riforma della Chiesa. Si incontrò con loro in Galizia. Scrisse le opere "Календарный вопросъ въ Россіе й на Западѣ" ("Le questioni del calendario nella Rus' e in Occidente") (1894), "Плоды ученія гр. Л. Н. Толстого" ("I frutti dell'insegnamento del conte Tol'stoj") (1896) e "Сужденіе православнаго галичанина о реформѣ русскаго церковнаго управленія проектируемой русскими либералами нашего времени" "Giudizio sulla riforma dell'amministrazione della Chiesa russa, preparata dai liberali russi del nostro tempo" e "Agli ortodossi galiziani" (1899).
Ne ""Le questioni del calendario" Dobrjan'skyj dichiara la correttezza dei fautori del calendario giuliano sulla base di una dettagliata indagine sulla storia della Chiesa. Sostiene che il calendario giuliano sia "semplice, facile e pratico, e continua a rimanere insuperato". Secondo lui, la Chiesa romana può liberarsi dal giogo papale solo con il ritorno alle sane tradizioni alla base della Chiesa di Cristo, ossia con la negoziazione dell'unione con la Chiesa ortodossa.
Nel "Giudizio sulla riforma" Dobrjan'skyj confuta i critici di N. Durnov e l'attività del Santo Sinodo e dei seminari teologici russi. Difende l'autorità del Santo Sinodo ortodosso russo, si contrappone al tentativo della campagna anticlericale e mostra il pericolo della propaganda sia cattolica sia protestante. In modo particolare sottolinea la pericolosità della diffusione della «tendenza più indifferentista in religione, già da lungo tempo nota nell'Europa occidentale con la definizione di "aconfessionalismo o agnosticismo"».